# Etmißl
Etmißl är en ort i kommunen Thörl i distriktet Bruck-Mürzzuschlag i förbundslandet Steiermark i Österrike. 
Etmißl var tidigare en självständig kommun, men blev 1 januari 2015 en del av Thörl.
Kommunen bestod av tre orter (Ortschaften) (inom parentes invånarantal 1 januari 2024):
- Etmißl (396)
- Lonschitz (61)
- Oisching (4)